# Ehrenmal des Deutschen Heeres

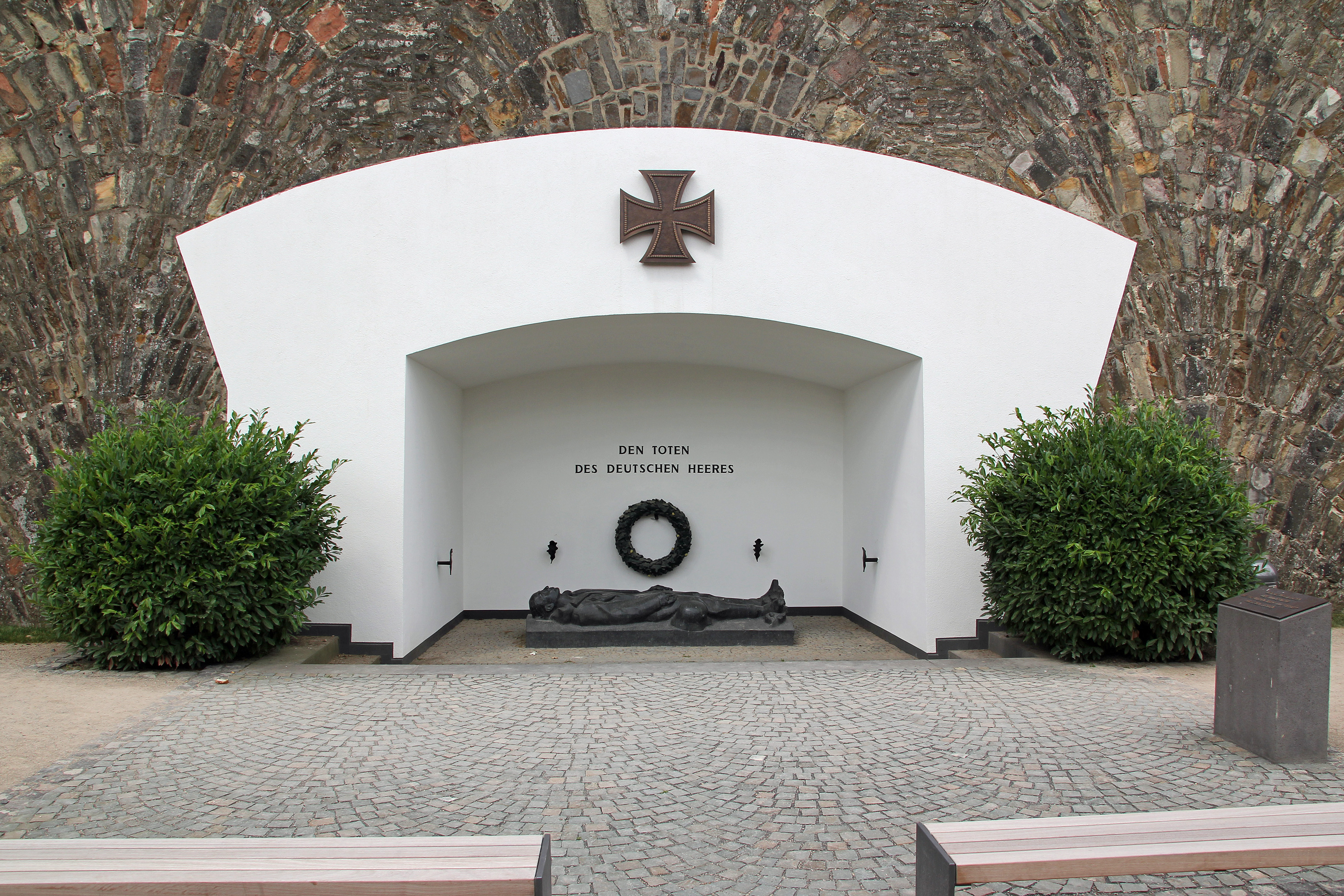
Das Ehrenmal des Deutschen Heeres auf der Festung Ehrenbreitstein in Koblenz

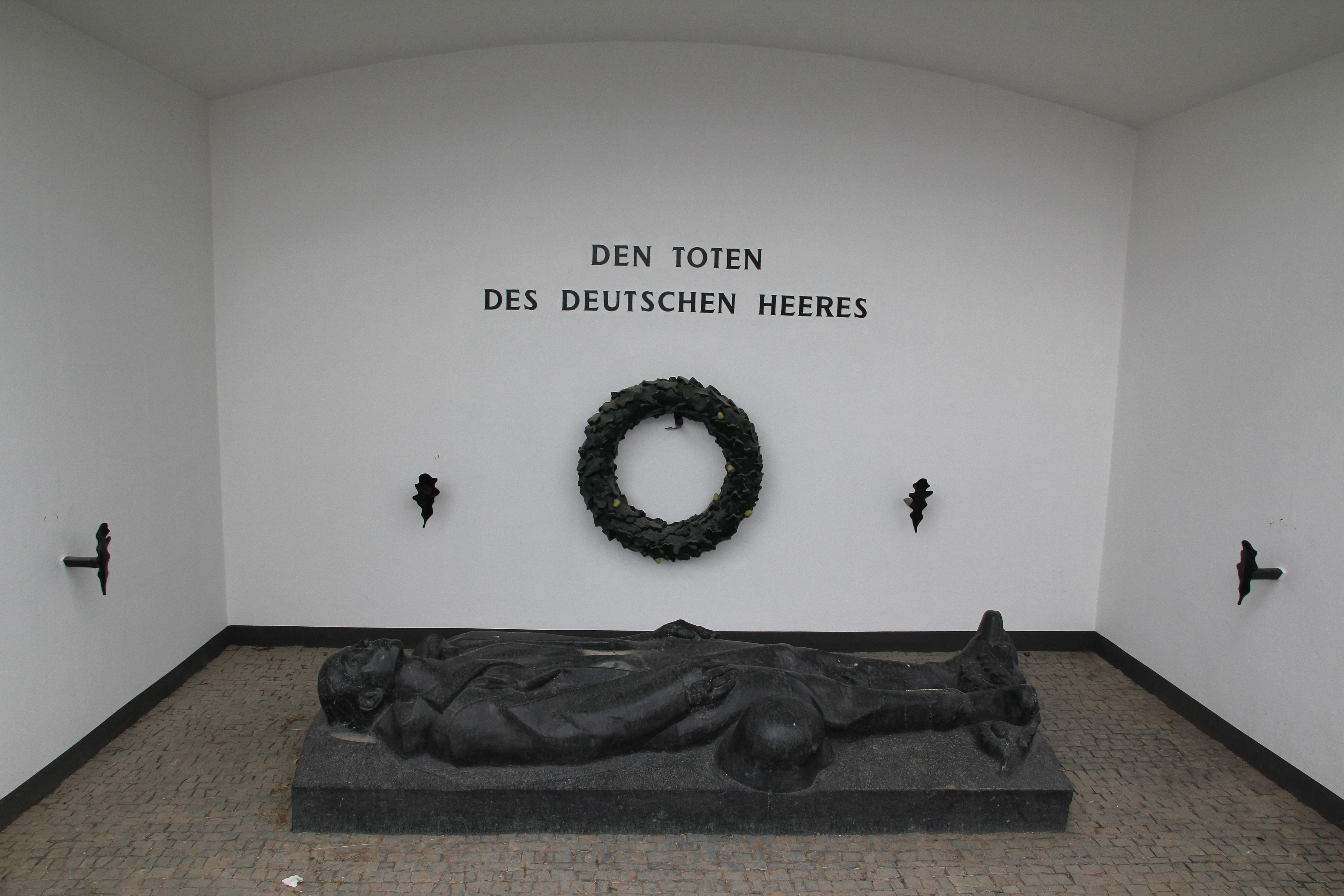
Der liegende Soldat in der Nische

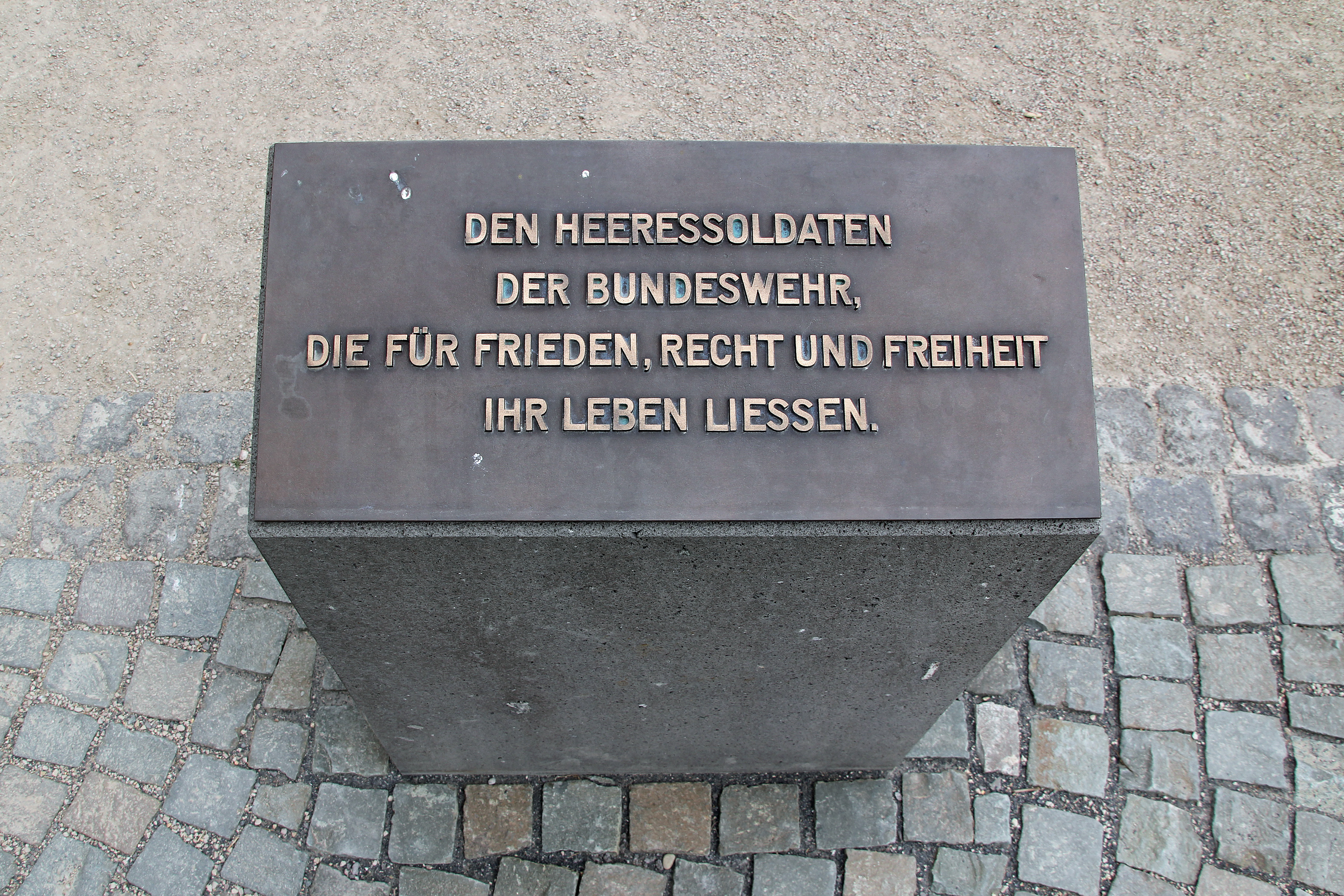
Die neue Stele zur Erinnerung an die in Ausübung ihres Dienstes zu Tode gekommenen Heeressoldaten der Bundeswehr

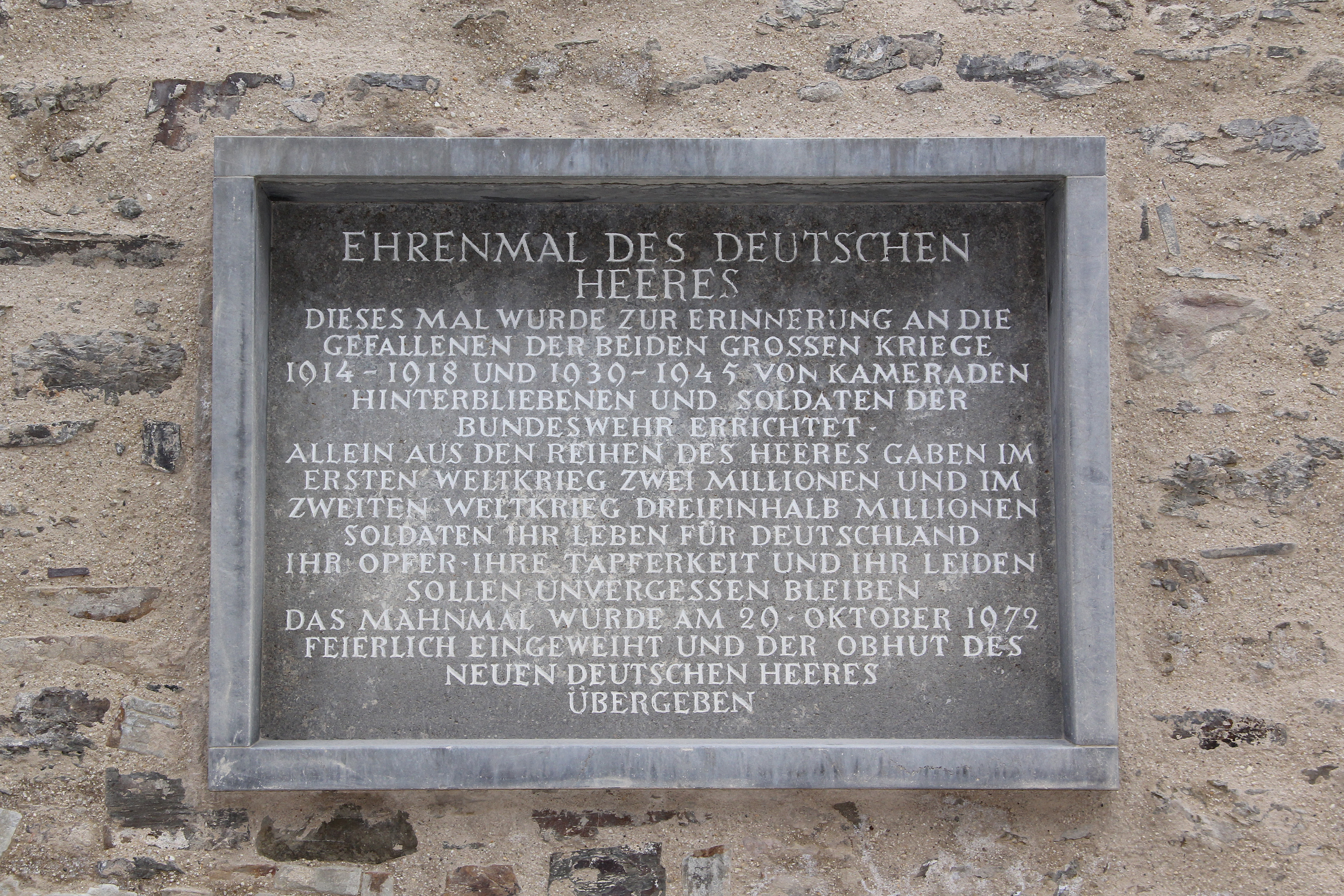
Die Gedenktafel in der Nähe des Ehrenmals

Das Ehrenmal des Deutschen Heeres auf der Festung Ehrenbreitstein in Koblenz ist ein 1972 eingeweihtes der Bundeswehr übereignetes Ehrenmal für die gefallenen deutschen Heeressoldaten in den beiden Weltkriegen sowie seit 2006 auch für die im Auslandseinsatz und im Friedensbetrieb ums Leben gekommenen Bundeswehrangehörigen des Heeres. Schirmherr des Ehrenmals ist der Inspekteur des Heeres. Ihm zur Seite und für die Unterhaltung des Ehrenmals zuständig steht das Kuratorium Ehrenmal des Deutschen Heeres e.V. Eigentümer des Ehrenmals und zugleich auch der Festung Ehrenbreitstein ist das Land Rheinland-Pfalz.
Seit 2002 ist das Ehrenmal des Deutschen Heeres Teil des UNESCO-Welterbes Oberes Mittelrheintal.

## Geschichte
Mit Bau der Berliner Mauer 1961 war der Bundeswehr der Weg zum alten Ehrenmal in der Neuen Wache in Berlin versperrt. Pläne zum Bau eines neuen Ehrenmals in der damaligen Bundeshauptstadt Bonn oder in Berlin scheiterten an der politischen Auffassung, dass ein vorgesehener Aufstellungsort für ein zentrales Ehrenmal aller Kriegstoten und Opfer der Diktatur reserviert werden sollte. Bei der anschließenden Suche nach einem geeigneten Standort für ein Ehrenmal des Deutschen Heeres fiel die Wahl auf die Festung Ehrenbreitstein in Koblenz. Viele Gründe sprachen für diesen Standort. So war Koblenz in den 1960er-Jahren die größte Garnison der Bundeswehr und Sitz des III. Korps; auch die Nähe zum Führungsstab des Heeres in Bonn war ein Vorteil. In der Stadt wirkten vormals eine Reihe von führenden Militärs, so beispielsweise August Neidhardt von Gneisenau, Carl von Clausewitz, Albrecht von Roon, Wilhelm von Scharnhorst, Helmuth Karl Bernhard von Moltke und Paul von Hindenburg. Bereits nach dem Ersten Weltkrieg hatte es offenbar Bestrebungen gegeben, die Festung als Reichsehrenmahl für die Gefallenen zu verwenden.
Das Ehrenmal des Deutschen Heeres wurde von Hans Wimmer zur Erinnerung an die Gefallenen des Ersten und des Zweiten Weltkriegs in der Front des Ravelins eingebaut und am 29. Oktober 1972 von Bundesverteidigungsminister Georg Leber und dem Generalinspekteur der Bundeswehr Admiral Armin Zimmermann feierlich in die Obhut des Heeres übergeben. Bei der Wahl des Aussehens der Gedenkstätte wurde auf Schlichtheit Wert gelegt. Bei der Einweihung lautete die Inschrift über dem Ehrenmal: „Den Toten des Deutschen Heeres 1914 - 1918 + 1939 - 1945 - ihr Vermächtnis: Frieden.“ Dazu kam eine Gedenktafel.
Nachdem die Aufgaben der Bundeswehr immer mehr Auslandseinsätze umfassen, wurde 2005 eine Erweiterung der Widmung erwogen, um auch den Gefallenen dieser Einsätze einen Ort des Erinnerns zu geben. Am 23. November 2006 wurde das Ehrenmal um eine Stele erweitert und erinnert nun auch an die in der Ausübung ihres Dienstes zu Tode gekommenen Soldaten der Bundeswehr. Dabei wurde die Inschrift in der Nische des Ehrenmals geändert.
Seit der Einweihung des Ehrenmals 1972 findet jährlich zum Volkstrauertag eine Totenehrung der gefallenen, vermissten und im Dienst der Bundeswehr verstorbenen Soldaten statt. Darüber hinaus wird die Festung Ehrenbreitstein selbst für weitere Veranstaltungen der Bundeswehr genutzt, so beispielsweise für Militärkonzerte des Heeresmusikkorps Koblenz und den Großen Zapfenstreich. Noch bis in die 2000er Jahre hinein wurden an dem Denkmal auch Gedenk- bzw. Wiedersehensfeiern ehemaliger Wehrmachtseinheiten veranstaltet, aufgrund der immer geringer werdenden Zahl der (hochbetagten) Teilnehmer kam dies jedoch mittlerweile zum Erliegen.

## Bau

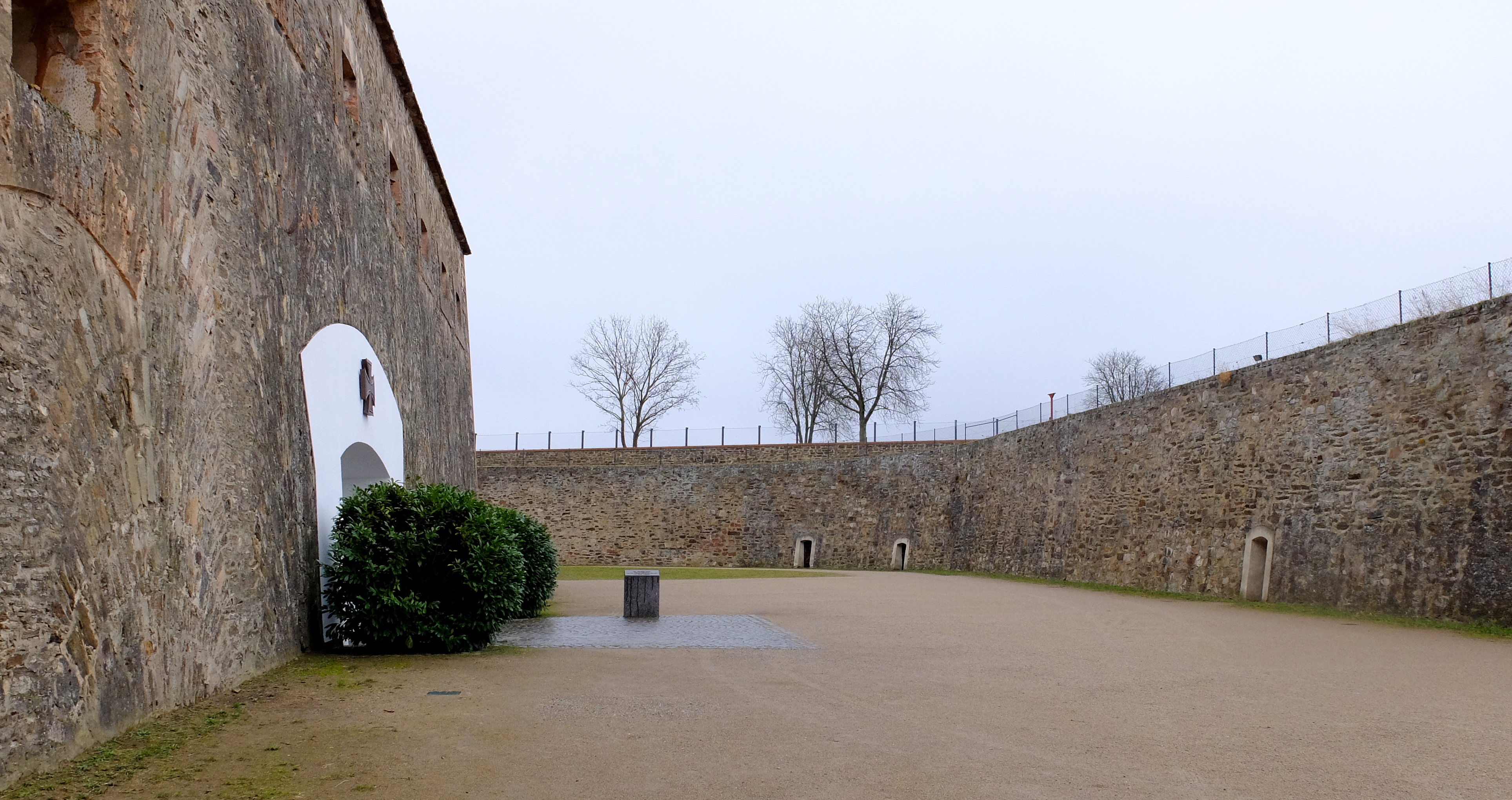
Umgebung des Ehrenmals

Das Ehrenmal des Deutschen Heeres wurde in eine vier Meter breite und etwa zwei Meter hohe Nische im Ravelin der Festung Ehrenbreitstein gebrochen, die Form und Rahmung der Nische greifen dabei die Gestaltung der Geschützscharten des preußischen Festungswerks wieder auf. In der Nische befindet sich die liegende Gestalt eines jungen Soldaten mit einem Stahlhelm. Bei der Gestaltung des Stahlhelms wurde eine Zwischenform der in den beiden Weltkriegen getragenen Helme gewählt. Im oberen Bereich der Nische ist das Eiserne Kreuz als Hoheitszeichen der Bundeswehr angebracht, in der Nische sind die Worte „DEN TOTEN DES DEUTSCHEN HEERES“ zu lesen. Etwas rechts vor dem Ehrenmal versetzt wurde eine schlichte Stele mit dem Text „Den Heeressoldaten der Bundeswehr, die für Frieden, Recht und Freiheit ihr Leben ließen“ errichtet.